# Сан Салваторе (планина)
Сан Салваторе (на немски: San Salvatore) е малка куполовидна планина в Швейцария (в Лепотинските Алпи), на брега на езерото Лугано.
Най-високата ѝ точка се намира на 912 м. н. в., а относителната височина е около 660 м (от повърхността на езерото). Мястото е известно със своята великолепна панорама към езерото и към град Лугано.

## Планина
Сан Салваторе е изолирано възвишение, което от всички страни е стръмно. Преди милиони години то е било част от морското дъно и след серия тектонски надигания се е извисило стотици метри над морското равнище. През последното (плейстоценско) заледяване в района се образуват тежки ледници. Чрез продължителна екзарация те оголват скалите и придават на релефа алпийски вид. Ето защо днес скалите на Сан Салваторе могат да се използват за спортно катерене и алпинизъм. Най-вълнуващият маршрут е Via Ferrata.

## Железница
От градчето Парадизо (на 5 км южно от Лугано) започва зъбчата железница, която изкачва туристите до върха. Тя е дълга 1660 м. Състои се от 2 равни части, които обаче имат различен наклон (горната част е много по-стръмна). Открита е през 1888 г. Притежава уникална конструкция, защото двигателят се намира на средната станция, а теглещото въже е само едно-единствено.

## Панорама
На върха са изградени наблюдателни площадки (терасата Каподоро), обърнати главно на изток: към началото на езерото (ръкава на Порлеца) и към провлака Мелидо - тесен естествен каменен вал, по който е прекарана магистралата от Милано за Цюрих. За улеснение на наблюдателите са поставени географски описания и карти на това, което се вижда, има и малък ресторант. Построени са също параклис и музей на религиозната история. На неговия покрив може да се качи за още по-добра гледка. Растителността не позволява да се види целият град Лугано. На северозапад се виждат части от другата страна на езерото, както и широката долина на река Ведеджио.